# Јохан Фридрих Гмелин
Јохан Фридрих Гмелин (8. август 1748 – 1. новембар 1804) — немачки природњак, ботаничар, ентомолог, херпетолог и малаколог.

## Образовање
Гмелин је рођен 1748. у Тибингену као син професора Филипа Фридриха Гмелина. Студирао је медицину код свог оца на Универзитету у Тибингену, где је магистрирао 1768. са тезом "Irritabilitatem vegetabilium, in singulis plantarum partibus exploratam ulterioribusque experimentis confirmatam". Тезу је одбранио пред комисијом на чијем челу је био Фердинанд Кристоф Етингер.

## Каријера
Гмелин је 1769. постављен за ванредног професора медицине на Универзитету у Тибингену, а 1773. постао је професор филозофије и професор медицине на Универзитету у Гетингену. Именован је 1778. за шефа катедре за медицину и професора хемије, ботанике и минералогије. Умро је 1804. у Гетингену.
Издао је неколико уџбеника из области хемије, фармацеутике, минералогије и ботанике. Завршио је и издао 1788. XIII издање дела „Систем природе“ Карла фон Линеа. Оно је садржало описе и научна имена великог броја нових врста, као и неке врсте које је раније без давања научног имена описао Џон Латам. Гмелинова публикација се цитира као извор ауторства за више од 290 врста птица и већег броја врста лептира.

## Заоставштина
Међу студенте Јохана Фридриха Гмелина убрајају се истакнати научни делатници као што су Георг Фридрих Хилдебрант, Карл Фридрих Килмајер, Фридрих Штромајер и Вилхелм Август Лампадиус.
Јохан Фридрих Гмелин је отац хемичара Леополда Гмелина.
На пољу херпетологије описао је многе нове врсте водоземаца и гмизаваца. У области малакологије описао је и именовао бројне врсте пужева. Познат је и по открићу америчке штуке (Esox americanus) 1789.
У његову част је једна врста биљке названа Гмелинов пелин (Artemisia gmelinii).

## Дела
- Gmelin, Johann Friedrich; Ferdinand Christoph Oetinger (1768). Irritabilitatem vegetabilium, in singulis plantarum partibus exploraam ulterioribusque experimentis confirmatam. Thesis Tübingen. OCLC 10717434.
- Allgemeine Geschichte der Gifte (два тома, 1776/1777)
- Allgemeine Geschichte der Pflanzengifte (1777)
- Allgemeine Geschichte der mineralischen Gifte (1777)
- Einleitung in die Chemie (1780)
- Beyträge zur Geschichte des teutschen Bergbaus (1783)
- Ueber die neuere Entdeckungen in der Lehre von der Luft, und deren Anwendung auf Arzneikunst (1784)
- Grundsätze der technischen Chemie (1786)
- Grundriß der Pharmazie (1792)
- Geschichte der Chemie (1799)
- Allgemeine Geschichte der thierischen und mineralischen Gifte (1806)